# 네덜란드 여자 배구 국가대표팀
네덜란드 여자 배구 국가대표팀(네덜란드어: Nederlandse vrouwenvolleybalploeg)은 네덜란드를 대표하여 국가대항전에 참가하는 여자 배구 국가대표팀으로 네덜란드 배구 연맹에 의해 운영된다.

## 같이 보기
- 네덜란드 배구 국가대표팀